# ویلیار
ویلیار (به لاتین: Veylyar) یک منطقه مسکونی در جمهوری آذربایجان است که در شهرستان آب‌شوران واقع شده است.